# Aenhenrya rotundifolia
Aenhenrya rotundifolia ist die einzige Art der Pflanzengattung Aenhenrya innerhalb der Familie der Orchideen (Orchidaceae). Diese seltene Art wächst terrestrisch in den südlichen Western Ghats im südlichen Indien.

## Beschreibung

### Vegetative Merkmale
Aenhenrya rotundifolia wächst als relativ kleine, ausdauernde krautige Pflanze, die Wuchshöhen von 15 bis 20 Zentimetern erreicht. Sie besitzt ein unterirdisches, kriechendes, fleischiges Rhizom, die in regelmäßigen Abständen angeordneten Nodien sind etwas eingeschnürt. Sie besitzt keine Wurzeln, sondern nur dünne Rhizoide.
Die spiralig an der relativ kurzen Sprossachse angeordneten Laubblätter sind in Blattstiel und -spreite gegliedert. Der Blattstiel ist etwa 1,5 Zentimeter lang. Die einfache, fleischige Blattspreite ist bei einer Länge von bis zu 3 Zentimetern sowie einer Breite von etwa 2 Zentimetern eiförmig mit herzförmiger Spreitenbasis und spitzem oberen Ende. Auf grünem Grund ist das Laubblatt weißlich gemustert.

### Generative Merkmale
Der flaumig behaarte Blütenstandsschaft ist 10 bis 15 Zentimeter lang. Der endständige Blütenstand trägt nur eine oder zwei weiße, resupinierte Blüten.
Die zwittrige Blüte ist zygomorph und dreizählig. Mit einer Länge von etwa 2,5 Zentimeter ist die Blüte im Vergleich zur vegetativen Pflanzenteil recht groß. Die Blütenhüllblätter sind nicht weit geöffnet, sondern bilden eine enge Röhre. Das obere Sepal und die diesem eng anliegenden seitlichen Petalen wölben sich über dem Inneren der Blüte, die seitlichen Sepalen und die Lippe bilden den unteren Teil der Röhre. Die Seitenränder der Lippe sind u-förmig hochgeschlagen. Die Säule trägt an ihrer Basis auf der Unterseite die Narbe, auf der Oberseite das Staubblatt. Die Narbe ist dreilappig, jeder Lappen bildet einen sterilen Auswuchs – die unteren beiden sind miteinander verwachsen und weisen etwa 10 Millimeter nach vorn, der mittlere Narbenlappen bildet das übliche Trenngewebe zwischen Narbe und Staubblatt (Rostellum). Dieses ist mit etwa 15 Millimeter sehr lang ist und trägt am oberen Ende die ovale Klebscheibe (Viscidium). Das Staubblatt enthält zwei Pollinien, die über einen etwa 12 Millimeter langen Stiel mit der Klebscheibe verbunden sind.
Die Kapselfrucht ist bei einer Länge von etwa 2 Zentimetern schmal-oval und im Querschnitt dreikantig. Die fadenförmigen Samen sind etwa 1 Millimeter lang.

## Vorkommen und Gefährdung
Aenhenrya rotundifolia ist von wenigen Sammlungen aus den indischen Bundesstaaten Kerala und Tamil Nadu bekannt. Sie gedeiht in Höhenlagen von 500 bis 1500 Metern im Schatten immergrüner, feuchter Wälder.
Der Endemit Aenhenrya rotundifolia gilt als „Critically Endangered“ = „vom Aussterben bedroht“.

## Systematik
Die Erstbeschreibung erfolgte 1928 unter dem Namen (Basionym) Odontochilus rotundifolius durch Ethelbert Blatter in J. Bombay Nat. Hist. Soc., Volume 32, S. 521 nach einem unvollständigen, 1927 gefundenen, Exemplar. 1994 veröffentlichte Rangasamy Gopalan die Beschreibung von Aenhenrya agastyamalayana, ohne Blatters frühere Publikation zu bemerken. Die Gattung Aenhenrya wurde 1994 durch Gopalan in Journal of the Bombay Natural History Society, Volume 90, Issue 2, S. 270 aufgestellt. Der Gattungsname Aenhenrya ehrt den britischen Botaniker Ambrose Nathaniel Henry (* 1936). C. Sathish Kumar und Finn Nygaard Rasmussen stellten 1997 in The Reappearance of Odontochilus rotundifolius Blatter and Its Transfer to AenhenryaGopalan (Orchidaceae). in Novon, Volume 7, S. 81–84 fest, dass beide Beschreibungen dieselbe Pflanzenart meinen. Aufgrund der ungewöhnlichen Strukturen der Blüte behielten sie Gopalans Einschätzung bei, dass eine neue Gattung für diese Pflanzenart Aenhenrya rotundifolia (Blatt.) C.S.Kumar & F.N.Rasm. aufzustellen sei.
Die Gattung Aenhenrya gehört zur Untertribus Goodyerinae aus der Tribus Cranichideae in der Unterfamilie Orchidoideae innerhalb der Familie der Orchidaceae. Unklar ist, mit welchen Gattungen innerhalb der Subtribus Goodyerina Aenhenrya nah verwandt ist.

## Weiterführende Literatur
- N. Ahamed Sherif, Thiruppathi Senthil Kumar, Mandali Venkateswara Rao: DNA barcoding and genetic fidelity assessment of micropropagated Aenhenrya rotundifolia (Blatt.) C.S. Kumar and F.N. Rasm.: a critically endangered jewel orchid. In: Physiology and Molecular Biology of Plants, Volume 26, Issue 12, Dezember 2020. doi:10.1007/s12298-020-00917-9